# (1966) Tristan
(1966) Tristan (aussi nommé 2552 P-L) est un astéroïde de la ceinture principale.

## Description
(1966) Tristan (aussi nommé 2552 P-L) est un astéroïde de la ceinture principale, découvert le 24 septembre 1960 par Cornelis Johannes van Houten et Ingrid van Houten-Groeneveld à Leyde, d'après des plaques de Schmidt faites à l'observatoire Palomar, par Tom Gehrels.

## Nom
Il a été nommé en hommage à Tristan, chevalier de la Table ronde.